# Правовой режим конопли в Нидерландах
Каннабис в Нидерландах незаконен, но декриминализирован для личного использования. Рекреационное потребление вещества допускается, и доступно в кофешопах.

## Запрет
Впервые каннабис был признан уголовным преступлением в Нидерландах в 1913 году в соответствии с более ранними законами, запрещавшими его импорт и экспорт в 1928 году. Каннабис был запрещен намного раньше в голландской колонии Суринам, в начале 20 века, и в голландской Индонезии в 1927 году.

## Ослабление
В 1972 году правительство Нидерландов разделило наркотики на более и менее опасные категории, при этом каннабис был в менее опасной. Соответственно, владение 30 граммами или меньше было признано правонарушением.

## Кофешопы
Каннабис доступен для рекреационных целей в кофейнях с 1976 года. Продукты каннабиса открыто продаются только в некоторых местных «кофешопах». Хранение до 5 граммов для личного использования декриминализировано, однако полиция все еще может их конфисковать, что часто случается при проверках автомобилей на границе. Другие виды продаж и транспортировки не разрешены, хотя общий подход к каннабису был снисходительным даже до официальной декриминализации.
Хотя розничная продажа допустима, производство, транспортировка и массовое хранение марихуаны вне розничных магазинов является незаконными, что препятствует тестированию на примеси и дозировку. После легализации и регулирования всей цепочки поставок в других странах, некоторые города в Нидерландах участвуют в пилотном проекте с использованием официально утвержденных производителей (гроверов) и тестеров и маркировки количества THC.

## Медицинская марихуана
С 2003 года в голландских аптеках можно купить лекарство, отпускаемое по рецепту, известное как «Mediwiet». В Нидерландах существует пять различных видов медицинского каннабиса, последняя из которых содержит каннабидиол и почти не содержит тетрагидроканнабинола.